# Zakaz (antropologia)

Symbol zakazu

Zakaz – kulturowy znak mówiący o tym, by czegoś nie robić. Zakazy często łączą się z tabu i występują bezapelacyjnie w każdym środowisku. Złamanie zakazu skutkuje w większości karą.

## Rodzaje zakazów

### Odnoszące się do obiektu
Można wyróżnić kilka rodzajów zakazów, ze względu na obiekt którego dotyczą.
- Autoniczne (gr. auto - ja) - odnoszące się do postępowania z własną osobą (seksualność, moralność)
- Ksenoniczne (gr. kseno - inny) - odnoszące się do postępowania z innymi (sposoby kontaktowania się i obcowania z danym człowiekiem)
- Tematyczne (gr. thema - rzecz) - odnoszące się do postępowania z istotami innymi niż ludzkie oraz z rzeczami.

W każdej kulturze występują dwa pierwsze typy zakazów.

### Odnoszące się do ich źródła
Można też zakazy podzielić ze względu na ich źródło:
- religijne - zakaz jest zakazem, bo dana religia tak mówi.
- moralne - zakaz jest zakazem, bo moralność tak nakazuje (nie związana z religią, bo o tym powyżej).
- praktyczne - zakaz jest zakazem bez głębszego pochodzenia, po prostu w tym środowisku powinien być z jakichś w względów praktykowany (zakaz hałasowania w nocy, zakaz jeżdżenia ze zbyt szybką prędkością).

## Zakazy w kulturach

### Małe społeczności
George Silberbauer uważa, że moralność małych społeczeństw jest z góry nastawiona na stronę praktyczną, albowiem każdy człowiek ma tam do odegrania dużo większą rolę, aniżeli w większych. Zakazy są w owych społecznościach więc środkiem wymuszającym posłuszeństwo i - co dziwi większość osób - nie pochodzą one w dużej mierze z religii. Zakamuflowane są w różnego rodzaju przypowieściach, legendach, przysłowiach lub zagadkach. Nie są sprecyzowane jasno. Ma to swoje głębokie źródło. Mianowicie społeczeństwo cały czas się przenika, koligaci i niemożliwym jest sprecyzowanie wszystkich zakazów w kilku czy nawet kilkudziesięciu punktach, bo te relacje są zbyt złożone. Za przykład można tu podać aforyzm Murao ndisze (Prawo rządzi), którym posługuje się plemię Tswana z Botswany. Na jednym poziomie oznacza po prostu, tyle że nie można robić nic wbrew tradycji. Na głębszym jednak chroni przed tyranią i własnymi destrukcyjnymi zapędami.
Inny przykład jakim można się posłużyć by pokazać praktyczną stronę zakazów w małych społecznościach to podać różnicę dwóch plemion w traktowaniu kazirodztwa. Plemię Szona z Zimbabwe jest mu zdecydowanie przeciwne, zaś plemię Tswana popiera. Różnica bierze się stąd, że w Szona kuzyni i kuzynki traktowani są jak bracia i siostry, zaś w Tswana rodzice znają się bardzo dobrze, więc poufnie mogą zadecydować o małżeństwie, na podstawie wywiadu. Przykład ten obrazuje, że zakazy w małych społecznościach zależne są od relacji i ściśle powiązane ze stroną praktyczną. 

#### Niesubordynacja
Odstępstwo od normy w małych społecznościach również nastawione jest w ogromnej mierze na praktykę. Często broni się przed karą osób z rodziny (obcych dużo rzadziej), uznając przed osobami obcymi za niepoczytalnych, więc nie mogących odpowiadać normalnie. 
Niekiedy - w przypadku zbrodni - dochodzi do całkowitego zignorowania obecności winnego, tak by ten w końcu odszedł i poszukał sobie nowego plemienia.

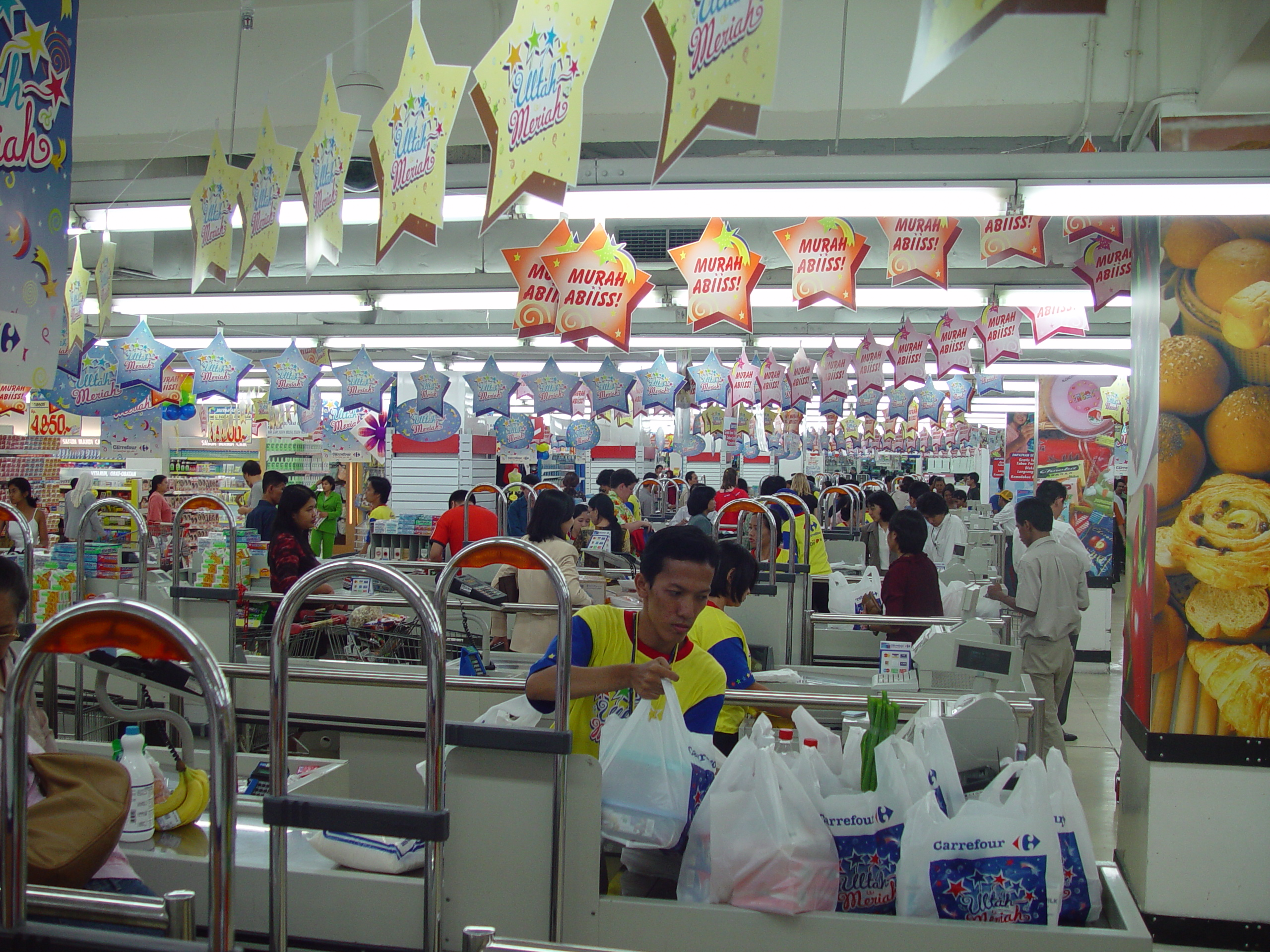
W małych społecznościach zakazy nie są jasno sprecyzowane.....zaś w większych zachodzi taka konieczność

### Większe społeczności
Im większe społeczeństwo, tym proporcjonalnie poszczególny człowiek mniej uzależniony jest od ogółu. Zakazy stają się tutaj w autoteliczne, czyli będące zakazami w mniemaniu społeczeństwa samymi w sobie, działającymi na zasadzie "bo tak trzeba". Im większe społeczeństwo też, tym zwiększa się szansa na zagrożenia, z powodu źle użytkowanych wytworów  myśli technologicznej. Stąd i zakazy są dużo bardziej przejrzyste, bo mogą zostać użyte uniwersalnie. 

#### Niesubordynacja
Wszystkie duże społeczeństwa wykształciły sobie system kar za nieposłuszeństwo.
- Karami religijnymi są: pokuta, ostrzeżenia, wykluczenie ze wspólnoty, zaprzepaszczenia szansy potencjalnego dobrego stanu po ziemskim bytowaniu - zależnym od koncepcji danej religii.
- Karami za złe uczynki przeciw danej moralności jest najczęściej ostracyzm społeczny bądź (w wypadkach gdy moralność łączy się z danym prawodawstwem) konsekwencje prawne.
- Karami za uczynki przeciw praktyce są zawsze konsekwencje prawne.

## Popularne systemy zakazów
- Prawo to dzieło stabilizujące i regulujące życie społeczne, ale stabilizacja implikuje zakazy. Prawo spisane rozwija się w większych społeczeństwach.
- Prawo zwyczajowe - niespisane ogólne zasady, którymi rządzi się jakaś społeczność. Występuje w grupach małych.
- Księgi religijne lub ich fragmenty jak np. dekalog powstały w ok. VIII, 10 najważniejszych zasad judaizmu. Powstał w dość specyficznym okresie, w którym była ogromna potrzeba, ujednolicenia zasad i postawienia jasnych warunków

## Najczęstsze zakazy religii

### Katolicyzm

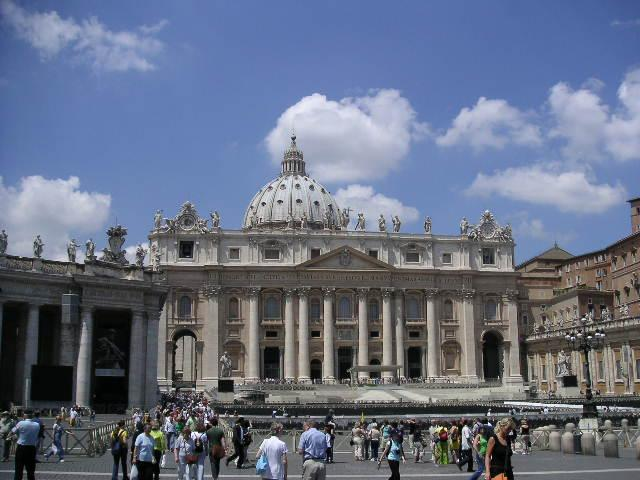
Chrześcijanie mają kilka zakazów....

Czyny zabraniane przez Kościół Katolicki to (między innymi):
- ateizm lub wiary w innego Boga/Bogów[3],
- pozamałżeńskie kontakty heteroseksualne oraz te, które nie prowadzą do prokreacji np. poprzez użycie antykoncepcjii,
- masturbacja,
- kontakty homoseksualne[4],
- zapłodnienia in vitro,
- aborcja[5],
- eutanazja[6].

Inne wyznania chrześcijańskie częściowo przyjmują lub odrzucają powyższe zakazy często określając własne np. mennonityzm zakazuje:
- przysięgania na cokolwiek,
- sprawowania wysokich urzędów,
- noszenia i używania broni.

### Judaizm

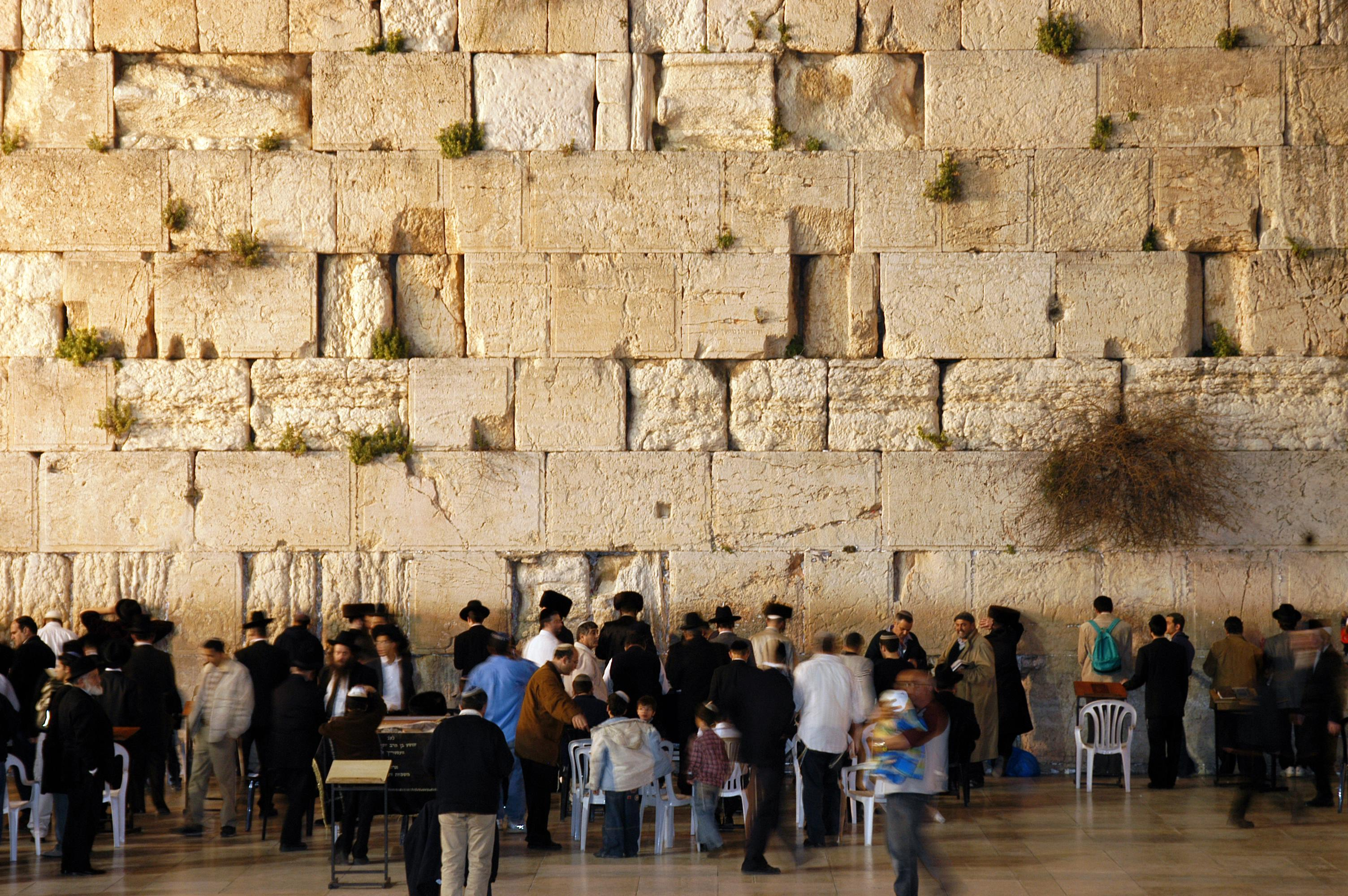
...ale to nic w porównaniu do Żydów mających ich aż 365

Halacha została podzielona przez Talmud na 365 zakazów (i 248 nakazów), szczegółowo regulujących życie ortodoksyjnych Żydów w taki sposób, że trudno odróżnić życie świeckie od religijnego, albowiem te dwie strefy bardzo się łączą. Za przykład można podać zakaz żydowskich próśb o przeniesienie jakiegoś przedmiotu przez nie-Żyda, albo zakaz wyciskania lub wysysania owoców

### Islam
W islamie zakazane jest m.in. spożywanie alkoholu, uprawiania hazardu, jedzenie mięsa wieprzowego oraz wszelkie wróżbiarstwo.

### Buddyzm
Trudność w wymienieniu zakazów buddyzmu polega na tym, iż szkół jest tutaj bardzo dużo i każda czymś się od siebie różni. 
Buddyzm opiera się na idei karmy, czyli - można rzec - współczynnikowi dobrych i złych czynów. Te złe zostały zebrane w zespół Dziesięciu złych uczynków.